# Millettia capuronii
Millettia capuronii är en ärtväxtart som beskrevs av Du Puy och Jean-Noël Labat. Millettia capuronii ingår i släktet Millettia och familjen ärtväxter. IUCN kategoriserar arten globalt som sårbar. Inga underarter finns listade i Catalogue of Life.